# Hvirvelløse dyr
Hvirvelløse dyr (invertebrata) betyder direkte "uden rygsøjle" eller "uden ryghvirvler" i modsætning til hvirveldyr. Denne gruppe indeholder med andre ord alle de dyr, der ikke har en rygrad. Det vil sige alt andet end fisk, padder, krybdyr, pattedyr og fugle findes i denne gruppe.
Sækdyr, trævlemunde og lancetfisk er rygstrengsdyr der ikke betegnes hvirveldyr.

## Eksempler på dyr uden rygsøjle
- Edderkop
Leddyr (Arthropoda)
- Goppel
Nældecelledyr/Polypdyr (Cnidaria)
- Regnorm
Ledorme (Annelida)
- Søpindsvin
Pighuder (Echinodermata)
- Elefantøresvamp (orange)
Havsvampe (Porifera)
- Vinbjergsnegl
Bløddyr (Mollusca)
- Fladorme
Fladorme (Platyhelminthes)
- Mosdyr
Mosdyr (Bryozoa)

## Henvisning
1. ↑  Jørgen Mørup Jørgensen (2003). Introduktion til Chordatzoologi. Gads Forlag.

- Wikimedia Commons har flere filer relateret til Hvirvelløse dyr